# ボロテア
ボロテア (Volotea, S.A.、[ˈbo.lo.te.a]) はスペインの格安航空会社。アストゥリアス州に本社を置く。

## 歴史
ボロテアはブエリング航空の創立者のカルロス・ムニョスとラサロ・ロスによってバルセロナで設立された。社名は「飛び回ること」を意味するスペイン語の動詞 "revolotear" に由来する。2012年4月5日に運航を開始し、第1便がヴェネツィア・テッセラ空港を出発した。
ボロテアはヨーロッパの2社（アクシス・パーティシパシオネス・エンプレサリアレス、コープフィン・キャピタル）とアメリカ合衆国の1社（CCMPキャピタル）の計3社のプライベート・エクイティ・ファンドの支援を受けた。ボロテアの取締役会長を務めるグレッグ・ブレネマンはCCMPキャピタルの会長であり、かつてコンチネンタル航空の社長兼COOを務めた。ボロテアは運航開始前に5000万ユーロの資金調達を実施した。
2012年2月15日、ボーイングはボロテアとボーイング717の長期リース契約を結んだと発表した。2015年3月には、ボロテアがブルーワンからボーイング717を4機受領すると発表された。しかし、2015年11月、ボロテアは数年でボーイング717を退役させ、エアバスA319を導入すると発表した。
ボロテアはアストゥリアス空港をスペインにおける拠点としている。2017年10月19日、ボロテアは本社をバルセロナからアストゥリアス州に移転することで合意した。

## 保有機材

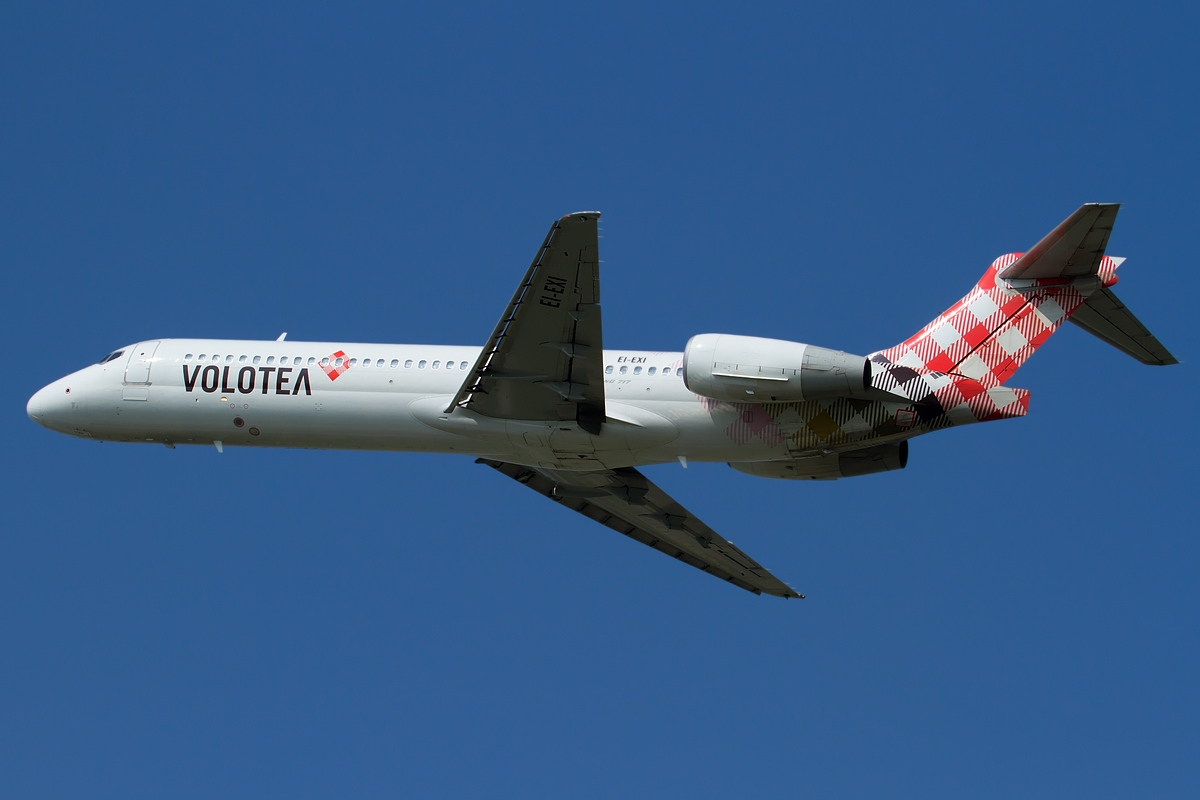
ボロテアのボーイング717-200

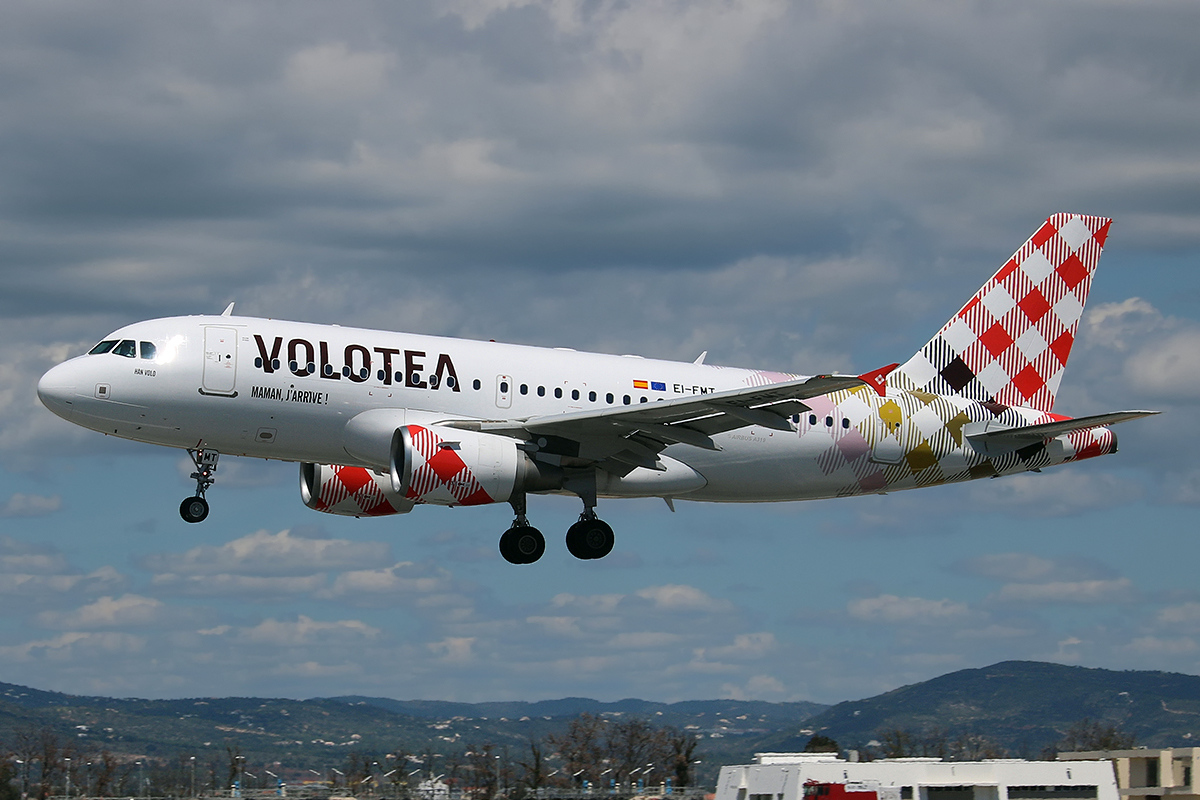
ボロテアのエアバスA319-100

2017年10月現在、ボロテアが保有する機材は以下のとおりである。
| 機材              | 保有数 | 発注数 | 座席数 | 備考 |  |
| ----------------- | ------ | ------ | ------ | ---- |  |
| エアバスA319-100  | 9      | —      | 150    |      |  |
| ボーイング717-200 | 17     | —      | 125    |      |  |
| 合計              | 26     | —      |        |      |  |